# Штейнмец, Иоганн Адам
Иоганн Адам Штейнмец (нем. Johann Adam Steinmetz; 24 сентября 1689, Гроскнигниц (ныне Ксенгинице-Вельке, гмина Кондратовице, Стшелинский повят, Нижнесилезское воеводство, Польша) — 10 июля 1762, Престер, Магдебург) — немецкий лютеранский пастор, богослов, педагог, пиетист.
Служил приходским священником в Тешене. Построил там церковь, школу и детский приют. Под влиянием трудов Иоганна Арндта стремился придать своему приходу характер «общества моравских братьев» (Brüdergemeinde), но по настоянию лютеранских приходских священников был уволен со своего поста в Тешене и почти насильственно изгнан лютеранами.
После непродолжительной деятельности в Нойштадте король Пруссии Фридрих Вильгельм I назначил его аббатом Бергенского монастыря и генеральным суперинтендентом герцогства Магдебургского.
Занимался благотворительной деятельностью, основал бесплатную школу для бедных детей и педагогический институт. Руководил монастырской школой, возвёл её в ранг высшего культурного центра благочестия; был также сторонником народного государственного образования.